# CFHR1
CFHR1 (англ. Complement factor H related 1) – білок, який кодується однойменним геном, розташованим у людей на короткому плечі 1-ї хромосоми.  Довжина поліпептидного ланцюга білка становить 330 амінокислот, а молекулярна маса — 37 651.
| 10         |  | 20         |  | 30         |  | 40         |  | 50         |
| ---------- |  | ---------- |  | ---------- |  | ---------- |  | ---------- |
| MWLLVSVILI |  | SRISSVGGEA |  | TFCDFPKINH |  | GILYDEEKYK |  | PFSQVPTGEV |
| FYYSCEYNFV |  | SPSKSFWTRI |  | TCTEEGWSPT |  | PKCLRLCFFP |  | FVENGHSESS |
| GQTHLEGDTV |  | QIICNTGYRL |  | QNNENNISCV |  | ERGWSTPPKC |  | RSTDTSCVNP |
| PTVQNAHILS |  | RQMSKYPSGE |  | RVRYECRSPY |  | EMFGDEEVMC |  | LNGNWTEPPQ |
| CKDSTGKCGP |  | PPPIDNGDIT |  | SFPLSVYAPA |  | SSVEYQCQNL |  | YQLEGNKRIT |
| CRNGQWSEPP |  | KCLHPCVISR |  | EIMENYNIAL |  | RWTAKQKLYL |  | RTGESAEFVC |
| KRGYRLSSRS |  | HTLRTTCWDG |  | KLEYPTCAKR |  |            |  |            |

A: Аланін

C: Цистеїн

D: Аспарагінова кислота

E: Глутамінова кислота

F: Фенілаланін

G: Гліцин

H: Гістидин

I: Ізолейцин

K: Лізин

L: Лейцин

M: Метіонін

N: Аспарагін

P: Пролін

Q: Глутамін

R: Аргінін

S: Серин

T: Треонін

V: Валін

W: Триптофан

Задіяний у такому біологічному процесі як поліморфізм. 
Секретований назовні.